# A Duck Out of Water
A Duck Out of Water è un cortometraggio muto del 1918 diretto da Eddie Lyons e Lee Moran.

## Trama
Un marinaio americano in licenza a Parigi, assiste in una locale notturno a una danza apache. Lui, prendendo per vera la brutalità delle movenze dei ballerini, interviene per salvare la ragazza dal suo violento compagno.

## Produzione
Il film fu prodotto dall'Universal Film Manufacturing Company (come Star Comedies).

## Distribuzione
Distribuito dall'Universal Film Manufacturing Company, il film - un cortometraggio di una bobina - uscì nelle sale cinematografiche USA il 29 luglio 1918.